# Robert Bosch GmbH
Robert Bosch GmbH, normalt blot Bosch, er en tysk industrikoncern med hovedsæde i Gerlingen udenfor Stuttgart. Bosch er verdens største underleverandør til bilindustrien og producerer bl.a. bremser, brændselsindsprøjtnings- og tændingssystemer. Derudover producerer virksomheden el-værktøj, hvidevarer, industri- og byggeteknik samt emballageteknik. Bosch har 260 fabrikker verden over og beskæftiger i alt 271.000 ansatte.
Aktiemajoriteten i koncernen (92%) ejes af den velgørende fond Robert Bosch Stiftung GmbH . 
Koncernen omfatter omkring 300 datterselskaber. Hvidevareproduktionen drives i virksomheden BSH Hausgeräte, forkortet BSH, der blev grundlagt i 1967 som et joint venture med Siemens. Fra 2015 helejet af Bosch. Selskabet er markedsledende indenfor hvidevarer i Europa.

## Bosch i Danmark
Bosch opererer i Danmark gennem det 100% ejede datterselskab Robert Bosch A/S, der blev grundlagt 15. november 1918. Robert Bosch A/S omsætter for 734,7 mio. kr. og beskæftiger 173 ansatte. Robert Bosch A/S har hovedsæde i Ballerup. Hvidevaredivisionen opererer i Danmark under navnet BSH Hvidevarer A/S.